# 弘暻 (貝子)
貝子弘暻（穆麟德轉寫：hūng giong；1703年7月4日—1777年4月27日），誠隱郡王允祉第七子，母侧福晋田佳氏，其父為笔帖式敦达礼，誠郡王系第二代。
他在康熙四十二年五月（1703年）出生，首先在雍正六年（1728年）受封奉恩鎮國公，後來在兩年後的五月（1730年）接替被奪爵的父親允祉成為誠郡王第二代，但因為誠郡王並非世襲罔替的爵位，因此他的封爵只是固山貝子。
乾隆四十二年三月（1777年），他去世，虛齡七十五岁，由於長子永祜早卒，次子奉国将军永珀又被革去爵位，因此由三子永珊襲封誠郡王系第三代，不過也是遞降一級，為奉恩鎮國公。